# 村社講平
村社 講平（むらこそ こうへい、1905年8月29日 - 1998年7月8日）は、日本の陸上競技選手、指導者、毎日新聞記者。ベルリン五輪代表。
宮崎県宮崎市出身。小柄ながらも力強い走法で選手として活躍、引退後も毎日マラソンの設立や後進の育成など陸上界の発展に尽力した。

## 来歴
旧制宮崎中学校テニス部時代にロードレース大会で優勝したことをきっかけに長距離走を本格的に始めた。
1925年（大正14年）中学卒業後、都城歩兵第23連隊に入隊。1927年（昭和2年）に除隊し宮崎県立図書館に勤務。仕事のかたわら陸上競技を続けているうちに素質を認められ、1932年、27歳のときに中央大学法学部法律学科に進学。
中央大学在学中の1936年ベルリンオリンピックに日本代表として出場。5000m・10000mでともにスタートからフィンランドの3選手とせり合い観衆を沸かせ、4位入賞を果たす。10000mのレースはレニ・リーフェンシュタールの「民族の祭典」に収録された。そのベルリンの村社の力走に感銘したチェコスロバキアの少年が、後の人間機関車ことエミール・ザトペックであった。
また中央大学時代には東京箱根間往復大学駅伝競走にも出場した。大学卒業（1939年）後に川崎重工業に入社して選手として活動したが、第二次世界大戦時には大日本帝国陸軍に召集された為、現役続行を断念した。陸軍大尉として退官。
第二次世界大戦後、軍から復員した後は毎日新聞の運動部記者になり、スポーツ取材をする傍ら毎日マラソン（現在のびわ湖毎日マラソン）、全国高等学校駅伝競走大会、全日本実業団対抗陸上競技大会等の創設に携わった。
また、陸上競技のコーチとしては1952年のヘルシンキオリンピックでは日本代表のコーチを務める傍ら、故郷宮崎から廣島庫夫を見出すなど後進の育成に力を入れた。毎日新聞運動部長、編集局次長、取締役で定年。
1971年紫綬褒章受章。
1998年7月8日、急性呼吸不全のため逝去した。92歳没。陸上競技の発展に尽くした村社の業績を讃え、村社の故郷である宮崎で開催されている青島太平洋マラソンにて、男女フルマラソンの優勝者に村社講平杯が贈られている。

## エピソード

### ザトペックと村社
1981年4月、多摩ロードレースに出場するために来日したザトペックが「どうしても村社講平と一緒に走りたい。彼は私を陸上競技の道に進ませてくれた、憧れの人なんだ」と希望したことから、当時75歳であった村社が「そこまで言うのなら」と一緒に走ることを快諾し、5kmをザトペックと共に走った。
レースの後、ザトペックは「今日は我が人生で一番幸福な日だ。私にとってのヒーローであるムラコソと一緒に走ることが出来たのだから」と語り、その感激を語っている。

### 史上最年長選手
箱根駅伝に出場した時は33歳であり、これは現在まで破られていない史上最年長記録である。

### 自身の言葉
『オリンピックの覇者に天才なし!』と常々語っていた。この言葉は村社の母校である宮崎市立赤江小学校のモニュメントに刻印されている。

## 著作
- 『陸上競技読本』（日本陸上競技連盟普及部(編)、万有社、村社講平が長距離の項を執筆、1950）
- 『長距離を走りつづけて』（ベースボールマガジン社、1976）
- 『長距離を走りつづけて』（「ほるぷ自伝選集　スポーツに生きる〈16〉」趣味と生活社、1981.6）上記の復刊